# سفاين أودفار موين
سفاين أودفار موين (بالنرويجية: Svein Oddvar Moen)‏ (مواليد 22 يناير 1979) حكم كرة قدم نرويجي. بدأ مسيرته التحكيمية في سنة 1995 بينما أدار أول مباراة في الدرجة الممتازة في سنة 2003.

## روابط خارجية
- سفاين أودفار موين على موقع اتحاد النرويج (النرويجية)
- سفاين أودفار موين على موقع Soccerway.com (الإنجليزية)
- سفاين أودفار موين على موقع أوليمبيديا (الإنجليزية)